# تپه قلعه داغلیان
تپه قلعه داغلیان مربوط به هزاره اول قبل از میلاد است و در شهرستان اهر، بخش مرکز ی، دهستان آذغان، روستای داغلیان علیا واقع شده و این اثر در تاریخ ۱۵ دی ۱۳۸۷ با شمارهٔ ثبت ۲۳۹۵۶ به‌عنوان یکی از آثار ملی ایران به ثبت رسیده است.